# Верхоланцев, Дементий Васильевич
Дементий Васильевич Верхоланцев (1756—1833) — участник пугачёвского восстания, воевавший в составе отряда Ивана Белобородова, а затем и главной армии Пугачёва.
До восстания был горным писчиком Билимбаевского завода. В 1829 году воспоминания уже престарелого Верхоланцева о событиях Пугачёвщины были записаны пермским краеведом В. А. Волеговым. Первая попытка опубликовать рассказ в «Отечественных записках» в 1840 году была пресечена цензурой, впервые рассказ Верхоланцева был опубликован В. И. Далем в журнале «Русская беседа» в 1856 году.

## Биография
Дементий Верхоланцев родился в августе 1756 года в семье крепостных заводских крестьян Билимбаевского завода. У отца Василия Константиновича и матери Татьяны Прохоровны было пять детей, среди которых Дементий был самым младшим. Очевидно, Дементий смог получить неплохое начальное образование, так как к началу пугачёвского восстания он уже работал на родном Билимбаевском заводе горным писчиком. 18 января 1774 года завод был без боя занят отрядом отставного артиллерийского капрала Ивана Белобородова, ранее уже захватившим Суксунский, Бисертский, Ревдинский заводы и Ачитскую крепость. Грамотный писчик Верхоланцев был принят в отряд восставших на должность писаря. В архивах сохранился один из документов, подписанный «полковым писарем Дементием Верхоланцевым» — «ордер» командира повстанческого Авзянского полка полковника Д. М. Загуменнова о выдаче сотнику П. Клюшину «десяти мешков денег», документ датирован июнем 1774 года, когда отряд Белобородова уже влился в главную армию восставших.
В своих воспоминаниях Дементий утверждал, что в перерывах между боями учил Белобородова письму. Исторические и архивные изыскания не подтверждают эту деталь — сохранившиеся письма и другие документы, написанные рукой Белобородова до и после прихода в отряд Верхоланцева, не отличаются по стилю и уровню грамотности. В целом, описанный Верхоланцевым маршрут отряда совпадает с протоколом допроса Белобородова и других пленных пугачёвцев, а некоторые отличия в последовательности взятия тех или иных заводов и крепостей легко объяснимы с учётом прошедшего времени между событиями и записью воспоминаний. Многие пугачёвцы отмечали особое внимание, уделённое Белобородовым армейской дисциплине и выучке, которые он старался привить своим подчинённым. Верхоланцев рассказывает об эпизоде, когда атаман решительно пресёк начавшуюся после захвата Билимбаевского завода пьянку, приказав выбить днища у бочек с вином. Белобородов выделял среди влившихся в отряд «раскольников» и доверял им командные посты, уважая их в том числе за приверженность к трезвости, а также за то, что они легко находили общий язык с яицкими казаками, также в большинстве своём староверами. Бывший артиллерийский капрал, Белобородов большое внимание уделял пополнению своих отрядов пушками и неохотно делился ими с другими атаманами, несмотря на грозные увещевания, поступавшие от Зарубина и Пугачёва. Красочно описан Верхоланцевым момент прибытия отряда Белобородова на соединение с Пугачёвым у Магнитной крепости в мае 1774 года: пугачёвцы приняли поначалу белобородовцев за правительственный отряд — «потому что мы шли стройно», но узнав от разведки, что прибыл Белобородов, Пугачёв «поднял знамя и ждал дружины, мы приклонили ему свои знамена».
Проделав с армией Пугачёва весь путь от Урала до нижней Волги, Верхоланцев был пленён правительственными войсками после разгрома пугачёвцев в бою у Чёрного Яра. Полковник Цыплятев, имевший полномочия предавать суду на месте всех пленённых пугачёвцев — таковых было более четырёх тысяч человек, по словам Верхоланцева, в его партии приказал «с жеребия повесить с трехсот человек по одному, всех оставшихся, без изъятия, пересечь жестоко плетьми», в число последних и попал Верхоланцев, после чего всех высеченных под конвоем отправляли на места прежнего жительства. Сам Верхоланцев в своих воспоминаниях утверждал, что под конец восстания дослужился до звания полковника и даже возглавлял один из полков, но эти детали были явно выдуманы — имя Верхоланцева не упоминается ни в одном из протоколов допросов Пугачёва и его главных атаманов. Не входил грамотный писарь и в состав так называемой Военной коллегии восставших, ведавшей делопроизводством Пугачёва и составлением его указов.
Пермский краевед и археолог В. А. Волегов в 1829 году записал рассказы уже престарелого жителя Билимбаевского завода Верхоланцева, назвав его на момент записи 90-летним стариком. Публикуя эти записи в 1856 году, Даль указывал, что в момент беседы Дементию Верхоланцеву было 85 лет. Подлинный возраст участника Пугачёвщины был установлен уже в советское время, изучение заводских архивов Билимбаевского завода позволило установить, что Дементий Верхоланцев родился в 1756 году, на момент вступления в отряд Белобородова ему ещё не исполнилось 18 лет, а свои воспоминания он надиктовал Волегову в возрасте 73 лет.
Воспоминания Верхоланцева о событиях Пугачёвщины, записанные в 1829 году — то есть через 55 лет после восстания, ограничены временными рамками его службы в армии восставших — январём—августом 1774 года и изобилуют множеством неточностей, вызванных как прошествием долгих лет — более полувека, так и его тщеславием и желанием прихвастнуть на старости лет. Тем не менее, воспоминания являются ценным источником для историков, содержащим многие детали внутренней жизни в отрядах восставших, отношений между восставшими — из числа заводских крестьян и инородческих башкирских и татарских отрядов, событий при занятии восставшими заводов и заводских деревень.